# Игл Гроув (Ајова)
Игл Гроув (енгл. Eagle Grove) град је у америчкој савезној држави Ајова. По попису становништва из 2010. у њему је живело 3.583 становника.

## Демографија
Према попису становништва из 2010. у граду је живело 3.583 становника, што је -129 (-3.5%) становника више него 2000. године.
| Група             | 2000.         | 2010.         |
| Белци             | 3.602 (97,0%) | 3.203 (89,4%) |
| Афроамериканци    | 6 (0,2%)      | 25 (0,7%)     |
| Азијати           | 3 (0,1%)      | 5 (0,1%)      |
| Хиспаноамериканци | 76 (2,0%)     | 319 (8,9%)    |
| Укупно            | 3.712         | 3.583         |